# Jerry Horton
Pour les articles homonymes, voir Horton.
 (septembre 2024).
Si vous disposez d'ouvrages ou d'articles de référence ou si vous connaissez des sites web de qualité traitant du thème abordé ici, merci de compléter l'article en donnant les références utiles à sa vérifiabilité et en les liant à la section « Notes et références ».
 (décembre 2024).
La mise en forme du texte ne suit pas les recommandations de Wikipédia : il faut le « wikifier ».
Les points d'amélioration suivants sont les cas les plus fréquents. Le détail des points à revoir est peut-être précisé sur la page de discussion.
- Les titres sont pré-formatés par le logiciel. Ils ne sont ni en capitales, ni en gras.
- Le texte ne doit pas être écrit en capitales (les noms de famille non plus), ni en gras, ni en italique, ni en « petit »…
- Le gras n'est utilisé que pour surligner le titre de l'article dans l'introduction, une seule fois.
- L'italique est rarement utilisé : mots en langue étrangère, titres d'œuvres, noms de bateaux, etc.
- Les citations ne sont pas en italique mais en corps de texte normal. Elles sont entourées par des guillemets français : « et ».
- Les listes à puces sont à éviter, des paragraphes rédigés étant largement préférés. Les tableaux sont à réserver à la présentation de données structurées (résultats, etc.).
- Les appels de note de bas de page (petits chiffres en exposant, introduits par l'outil «  Source ») sont à placer entre la fin de phrase et le point final[comme ça].
- Les liens internes (vers d'autres articles de Wikipédia) sont à choisir avec parcimonie. Créez des liens vers des articles approfondissant le sujet. Les termes génériques sans rapport avec le sujet sont à éviter, ainsi que les répétitions de liens vers un même terme.
- Les liens externes sont à placer uniquement dans une section « Liens externes », à la fin de l'article. Ces liens sont à choisir avec parcimonie suivant les règles définies. Si un lien sert de source à l'article, son insertion dans le texte est à faire par les notes de bas de page.
- La présentation des références doit suivre les conventions bibliographiques. Il est recommandé d'utiliser les modèles {{Ouvrage}}, {{Chapitre}}, {{Article}}, {{Lien web}} et/ou {{Bibliographie}}. Le mode d'édition visuel peut mettre en forme automatiquement les références.
- Insérer une infobox (cadre d'informations à droite) n'est pas obligatoire pour parachever la mise en page.

Pour une aide détaillée, merci de consulter Aide:Wikification.
Si vous pensez que ces points ont été résolus, vous pouvez retirer ce bandeau et améliorer la mise en forme d'un autre article.
Jerry Horton, né à Dixon le 10 mars 1975, est le guitariste de Papa Roach. Il chante aussi les 2e voix et compose la musique. Jerry a connu Papa Roach, grâce à une de ses anciennes petites amies. Il est arrivé dans le groupe quelques mois après la fondation pour remplacer Ben Luther. Il fut nommé dans les meilleurs guitaristes en 2006[Par qui ?].
En 2020, il se casse deux doigts, ce qui l'empêche de participer à la tournée du groupe en Europe.

## Biographie
1. Avant Papa Roach, Jerry était couvreur.
2. Jerry, son frère Chad et ses parents ont emménagé à Vacaville en 1982.
3. Il a commencé à jouer de la guitare à 14 ans.
4. Un de ses hobbies est la photographie.
5. Il aime Metallica, Slayer, Sepultura, Nine Inch Nails et Ministry.

- Nom : Jerry Allan Horton
- Surnoms : Jar Jar, Mr Heater
- Date de naissance : 10 mars 1975
- Statut : Marié avec Jessica depuis le 21 décembre 2002
- Famille : un frère, Chad, vivant en Inde